# Rafael Suzuki
Rafael "Hideo" Suzuki (São Paulo, 13 de agosto de 1987) é um piloto brasileiro. Ele já competiu em várias séries de Fórmula 3 antes do Campeonato de Fórmula 3 All-Japan, como o Campeonato Sul-americano, Asiático e Alemão de Fórmula 3.

## Carreira

### 1998 - Kart
Após algumas idas ao kart indoor, Rafael Suzuki começou a participar de competições aos 10 anos, em 1998, e logo foi conquistando vitórias e títulos, construindo uma carreira de sucesso.

### 2004 - Kart
Rafael Suzuki disputou várias competições importantes de kart no exterior, como o Europeu de Kart, e o Campeonato Mundial, em que ficou entre os 15 melhores do mundo em 2004.

### 2006 - Kart
Recordista de títulos do kartismo nacional, Suzuki é Campeão Brasileiro, Campeão da Copa Brasil, Campeão da Seletiva Petrobras, Campeão Sul-Americano de Kart. Campeão 500 Milhas de Kart. Campeão Sul-Brasileiro de Kart e Tricampeão Paulista de Kart.

### 2007 - Seletiva Petrobras
Entre suas muitas conquistas no kart, Rafael Suzuki sagrou-se campeão da Seletiva de Kart Petrobras em 2007, em Piracicaba. A vitória valeu ao piloto um prêmio de R$ 100.000,00, que foram muito importantes em sua transição para as competições de carros.

### 2007 - F3 Sul Americana
Ainda no Brasil, Rafael Suzuki participou de algumas provas da F3 Sul-Americana, principal categoria de formação de novos pilotos no país. Logo em sua estreia, o piloto largou na primeira fila em uma corrida no lendário circuito de Interlagos.

### 2007 - F3 Asiática
A primeira experiência internacional em carros de Rafael Suzuki foi na Formula 3 Asiática em 2007. O piloto conquistou 13 pódios em 18 corridas e foi 3º no campeonato.

### 2008 - F3 Alemã
O próximo passo de Suzuki na Europa foi na Formula 3 Alemã, correndo pela equipe Performance. Com três pódios e uma pole position, ele foi o melhor estreante do ano e foi 7º na classificação geral.

### 2009 - F3 Alemã
Em seu segundo ano na F3 Alemã, correndo novamente pela equipe Performance, Suzuki fez um campeonato muito constante, com cinco pódios e uma pole-position, e ficou no top-3 na classificação geral.
2010 - F3 Japonesa
Rafael Suzuki competiu por uma das mais tradicionais equipes de base do mundo, a Tom's (equipe oficial Toyota), na Formula 3 Japonesa. Ele subiu ao pódio em 10 das 16 corridas da etapa, teve três vitórias consecutivas e foi o 3º no campeonato.

### 2010 - Capacete de Ouro
Suzuki foi duas vezes nomeado ao prêmio Capacete de Ouro, o "Oscar do automobilismo brasileiro", sendo um dos destaques na categoria internacional, segundo jornalistas especializados.
2011 - Brasileiro de Kart
Sem poder correr no exterior neste ano, devido à falta de patrocínios, Suzuki se dedicou aos campeonatos nacionais, e sagrou-se Campeão Brasileiro de Kart na categoria Graduados, e também venceu a Copa Brasil, as duas principais competições do país.

### 2012 - Auto GP
Neste ano, Rafael Suzuki foi convidado a participar de uma etapa da AutoGP no circuito de Curitiba. O carro da categoria, com mais de 500cv, foi o mais potente que o piloto já guiou em sua carreira.

### 2013 - F3 Japonesa
Com mais experiência na categoria e agora conhecendo os circuitos nacionais, Rafael Suzuki se destacou correndo novamente na F3 Japonesa, representando uma equipe Honda, porém, desta vez, com um carro de modelo anterior em relação aos seus concorrentes. Subiu ao pódio cinco vezes e ficou com a 6ª posição no campeonato.

### 2013 - Open GT
Em sua primeira temporada correndo de "carros fechados", pelo Campeonato Europeu de GT, Suzuki dividiu a condução do McLaren MP4-12C com o ex-F1 Giorgio Pantano e venceu em importantes pistas como Nürburgring, Silverstone e Monza, e ficou com o 3º lugar no campeonato.

### 2014 - Stock Car Brasil
Rafael voltou ao Brasil e foi um dos melhores estreantes do ano em sua primeira temporada na Stock Car. O piloto correu pela equipe ProGP.

### 2015 - Stock Car Brasil
Em seu segundo ano na Stock Car, Rafael Suzuki competiu pela equipe RZ Motorsport.
2016 - Stock Car Brasil
Em 2016, Rafael Suzuki andou constantemente entre os 10 melhores do grid, e mostrou grande evolução e potencial. Ele terminou o ano em 17º entre os 38 pilotos que disputaram a principal categoria do automobilismo brasileiro.

### 2017 - Stock Car Brasil
Completando 20 anos de carreira, Rafael Suzuki disputa sua quarta temporada na Stock Car, agora pela equipe Cavaleiro Sports.

### 2018 - Stock Car Brasil
Em 2018 Rafael Suzuki correu pela Hot Car Competições e teve sua melhor temporada em cinco anos na categoria. Foram seis Top 15, sete Top 10 e um pódio na etapa de Cascavel, encerrando o campeonato na 16º posição.

### Resumo da Carreira
| Season    | Series                     | Team Name               | Races | Poles | Wins | Podiums | F/Laps | Points | Position |
| --------- | -------------------------- | ----------------------- | ----- | ----- | ---- | ------- | ------ | ------ | -------- |
| 2007      | Formula São Paulo          | Phebem Fórmula          | 2     | 1     | 0    | 0       | ?      | 4      | 17th     |
| 2007      | Formula Three Sudamericana | Cesário Fórmula         | 6     | 0     | 0    | 0       | 0      | 15     | 13th     |
| 2007–2008 | Asian F3 Pacific Series    | Team Goddard            | 18    | 3     | 1    | 13      | 0      | 221    | 3rd      |
| 2008      | German Formula Three       | Performance Racing      | 18    | 1     | 0    | 2       | 0      | 55     | 7th      |
| 2009      | German Formula Three       | Performance Racing      | 10    | 1     | 0    | 3       | 0      | 46     | 4th      |
| 2009      | German Formula Three       | HS Technik Motorsport   | 6     | 0     | 0    | 1       | 0      | 17     | 4th      |
| 2009      | German Formula Three       | Jenichen Motorsport     | 2     | 0     | 0    | 0       | 0      | 2      | 4th      |
| 2010      | Japanese Formula Three     | TOM'S                   | 14    | 1     | 3    | 9       | 1      | 78     | 3rd      |
| 2010      | Macau Grand Prix           | TOM'S                   | 1     | 0     | 0    | 0       | 0      | N/A    | 18th     |
| 2012      | Japanese Formula Three     | Toda Racing             | 15    | 0     | 0    | 5       | 0      | 38     | 6th      |
| 2012      | Auto GP World Series       | Ombra Racing            | 2     | 0     | 0    | 0       | 0      | 12     | 17th     |
| 2013      | International GT Open      | Bhai Tech Racing        | 15    | 0     | 3    | 5       | 0      | 54     | 3rd      |
| 2014      | Stock Car Brasil           | ProGP                   | 21    | 0     | 0    | 0       | 0      | 47.5   | 27th     |
| 2015      | Stock Car Brasil           | RZ Motorsport           | 21    | 0     | 0    | 0       | 0      | 51     | 27th     |
| 2016      | Stock Car Brasil           | Vogel Motorsport        | 18    | 0     | 0    | 0       | 0      | 117    | 17th     |
| 2017      | Stock Car Brasil           | Cavaleiro Racing Sports | 22    | 0     | 0    | 1       | 0      | 93     | 18th     |
| 2018      | Stock Car Brasil           | Bardahl Hot Car         | 21    | 0     | 0    | 1       | 0      | 61     | 16th     |